# Age of Mythology
Age of Mythology (ofta förkortat till AOM) är ett realtidsstrategi-spel utvecklat av Ensemble Studios, och gavs ut av Microsoft Game Studios och MacSoft. Den släpptes den 11 november 2002 i Nordamerika, och den 30 oktober i Europa. Spelet är en del av Age of Empires-serien, men till skillnad från de övriga spelen i serien, som fokuserar på verklig historia, fokuserar Age of Mythology på grekisk, egyptisk och nordisk mytologi.
Dess enspelarkampanj handlar om en atlantisk amiral vid namn Arkantos som är tvungen att färdas genom Grekland, Egypten och Norden i jakten på Gargarensis, en mäktig cyklop som hotar att förgöra hans hemland med hjälp av guden Poseidon. Kampanjen har 32 uppdrag, vilket är betydligt mer än tidigare spel av Ensemble Studios.
Spelet har 4 månader efter utgivning sålt över 1 miljon exemplar, och har överlag fått mycket positivt mottagande från spelkritiker världen över.
Under 2014 släpptes Age of Mythology: Extended Edition på Steam som är en uppdaterad version av originalet och innehåller det första spelet, The Titans expansionen, The Golden Gift-kampanjen samt visuella uppdateringar som dag och natt-cykel och förbättrad grafik.

## Handling
Age of Mythologys enspelarkampanj heter Fall of the Trident (Treuddens fall), som berättar historien om Arkantos, en atlantisk amiral som sänds ut på ett uppdrag att återta Poseidons gunst till det atlantiska folket.
I början av spelet blir Atlantis angripen av pirater som leds av Minotauren Kamos. Arkantos och Atlantis styrkor lyckas att stoppa anfallet och driva bort piraterna från Atlantis. Arkantos får senare i uppdrag att hjälpa general Agamemnon i det Trojanska kriget, där han bland annat träffar de grekiska hjältarna Ajax och Odysseus. Efter ett par hårda skärmytslingar mot de Trojanska styrkorna, utarbetar de den plan som innefattar den berömda trojanska hästen. Med den lyckas Arkantos, Ajax och Odysseus infiltrera den hårt bevakade staden, besegra vakterna, riva ner stadsporten och inta staden med hjälp av Agamemnons styrkor och vinna kriget.
Efter striden föreslår Ajax till Arkantos att segla till Ioklos, som är kentauren Keirons hem, för att reparera sina skepp; eftersom de skadats efter många båtstrider med Troja. Så småningom anländer de till staden, men de upptäcker att hamnen har blivit plundrad av banditer. Arkantos och Ajax befriar stadens invånare, som hade tillfångatagits av banditerna, och tillsammans driver de bort banditerna från staden och befriar också kentauren Keiron. Keiron berättar för dem att det finns flera fångar som strövade norrut. När de kommer dit upptäcker de att fångarna tvingades gräva upp en ingång till underjorden, på order av Gargarensis, en stor cyklop och krigsherre, som dessutom är befälhavare för Kamos och en dyrkare av Poseidon. Arkantos, Ajax och Keiron jagar efter Gargarensis in i underjorden, där cyklopen försöker att bryta igenom en väldig port med hjälp av en stor murbräcka. De lyckas förstöra murbräckan, men blir sedan fångade under en grotta när hela underjorden börjar kollapsa efter en jordbävning. Med hjälp av underjordens själar når hjältarna en plats med tre tempel, tillägnade Hades, Zeus respektive Poseidon. Arkantos gynnas av Zeus, dock inte av Poseidon, som hjälper dem att fly från underjorden.
De anländer till Egyptens vidsträckta öken, där Amanra, en nubisk legosoldat, ber dem om hjälp med att bistå hennes kamp mot banditer, vilka leds av Kemsyt, en mördare och tjänare till Gargarensis. Hon avslöjar sedan för dem att den egyptiska guden Osiris har dödats av guden Set, som bistod Gargarensis. Osiris kropp hade huggits itu och hans kroppsdelar fanns utspridda bland öknen. Men Amanra gör upp en plan om att återförena Osiris kroppsdelar, och få liv i honom igen. De finner en av Osiris kroppsdelar, men de måste fortsätta leta efter de tre sista.
Under denna tid börjar Arkantos att falla i en sömn, där han möts av guden Athena som avslöjar Gargarensis planer för honom. Gargarensis planerar att, med hjälp av Poseidon, befria titanen Kronos från Tartaros (där han hade fängslats av Zeus), vilket skulle ge honom makt och odödlighet.
Samtidigt som Amanra och Keiron finner två av kroppsdelarna, lyckas Ajax och Arkantos hämta den sista kroppsdelen från Kamos, som sedan spetsas av Arkantos spjut och faller ner från en klippa. Med alla kroppsdelarna på plats återuppväcks Osiris och nedgör Gargarensis armé i Egypten, vilket får Gargarensis och Kemsyt att ta till flykten mot Norden.
Medan Arkantos och Ajax jagar efter Gargarensis påträffar de Odysseus förlista skepp på en ö, dock var skeppet gömt under vatten och de var tvungna att använda magiker för att finna skeppet. När de kommer till ön möts de av häxan Kirke, som förvandlar dem till vildsvin. Arkantos och Ajax upptäcker att Odysseus och hans män hade förvandlats till grisar, och tillsammans lufsar de till ett tempel tillägnat Zeus. De förvandlas tillbaka till människor och tillsammans besegrar de den onda häxan. Odysseus tackar Arkantos och han drar sig tillbaka på hemfärd.
Arkantos, Ajax, Keiron och Amanra anländer till norden, där de får en vägbeskrivning till underjorden av dvärgbröderna Brokk och Eitri, i utbyte med hjälp att hindra jättarna från att riva ner deras smedja. Senare möter de en gammal man vid namn Skult som ger dem en fana som är, enligt honom, till för att återförena de nordiska klanerna. Men när flaggan visas blir klanerna fientliga mot dem på grund av att flaggan tillhör fiendejätten Folstag, vilket var en bluff av Skult som faktiskt avslöjade sig själv som Loke, som även har allierat sig med Gargarensis. De besegrar dock nordklanerna och får hjälp av Valkyrian Reginleif, som är tjänare till Oden, att finna Gargarensis och Tartarusporten i norden. I underjorden blir de jagade av brinnande jättar, men Keiron offrar sig själv för att rädda dem, men dör sedan på kuppen. Medan Gargarensis är vid porten har Brokk och Eitri byggt ihop Tors hammare (som tidigare hade krossats av Loke), som sedan får kraft och stänger Tartarusporten. Tillbaka på jordytan konfronterar de Gargarensis på nytt, med hjälp av Odysseus och hans armé lyckas de besegra Gargarensis män, tillfångata cyklopen och halshugga honom.
Arkantos seglar tillbaka till Atlantis. När han tar fram Gargarensis huvud på skeppet upptäcker Arkantos att han har blivit lurad av Loke på nytt, då huvudet egentligen var Kemsyts. Loke hade i hemlighet förvandlat Kemsyt till Gargarensis, vilket lurade hjältarna så att den riktige Gargarensis kunde fly från norden, anfalla Atlantis och öppna den sista Tartarusporten under ön. Arkantos anländer i ilfart mot Atlantis och befriar de tillfångatagna atlantisborna. Han får välsignelse och gudomlig kraft av Zeus, och konfronterar Gargarensis vid Poseidons tempel. Han lyckas till slut ta livet av Gargarensis och Atlantis kollapsar i havet, ihop med Arkantos. De återstående hjältarna flyr från Atlantis och seglar iväg med de överlevande Atlantisinvånarna. Athena uppenbarar sig och återuppväcker Arkantos, och gör honom till gud.

## Gameplay
Age of Mythology är ett strategispel som är baserad på att bygga antika städer, samla på resurser, bygga upp väldiga arméer och i slutändan förinta fiendens styrkor och riva ner dess bas. På detta sätt kan spelare besegra och erövra konkurrerande städer och civilisationer. Spelaren kan dessutom låsa upp teknologiska epoker "Ages", vilket låser upp nya enheter, byggnader och uppgraderingar för spelarens civilisation. 
Spelet har tre spelbara civilisationer: en grekisk, en egyptisk och en nordisk civilisation - var och en har egna unika enheter och ett annorlunda spelsätt. Varje civilisation har tre "stora gudar" (exempelvis Zeus eller Oden), av vilka spelaren måste välja en innan spelet börjar. Varje gång en spelare går vidare till nästa epok måste man välja en "mindre gud" (såsom Osiris eller Athena). Alla de gudar som man väljer i spelet har en unik teknologi och mytologiska enheter. Man erhåller också en speciell gudomlig kraft, vilket är en speciell förmåga som antingen kan skada en motståndare eller gynna spelaren (beroende på vilken sorts av kraft man väljer) om man använder den.
Spelaren samlar på sig resurser som mat, guld och ved med hjälp av grekiska bybor, nordiska samlare och dvärgar, respektive egyptiska arbetare. För att kunna uppföra byggnader, träna upp soldater och uppgradera dem, måste spelaren samla på sig dessa resurser för att kunna verkställa det. Mat kan man skaffa genom att jaga på djur, samla på bär, skörda boskap och åkermarker, eller fiska i sjöar och hav med hjälp av fiskebåtar. Trä kan man skaffa genom att hugga ner träd, och guld kan man skaffa från guldgruvor eller via handel antingen från spelarens marknadsbyggnader, eller från allierade spelare. Resurserna kan dessutom utbytas via spelarens marknad.
Man kan dessutom samla på gunst (Favor), vilket är en speciell egenskap som man använder för att föda upp mytologiska varelser. Detta förvärvas på olika sätt av de olika civilisationerna, grekerna gör detta genom att be vid ett tempel, egyptierna får detta genom att bygga egyptiska monument och nordmännen förvärvar detta genom att besegra fiender eller att skaffa sig hjältar.

### Multiplayer
Multiplayerläget i Age of Mythology spelas via Ensemble Studios Online (ESO), eller via LAN eller IP-anslutning. Spelet inkluderar ett gratis multiplayer-konto på ESO. Funktionen liknar som Blizzard Entertainments Battle.net, vilket låter ESO-spelare att spela online-matcher mot varandra eller chatta med andra spelare.
Det finns sju olika multiplayer-spellägen att spela i:
- Supremacy - en vanlig standardmatch.
- Conquest - påminner om Supremacy, men segern är endast möjlig om man besegrar alla andra spelare.
- Deathmatch - i övrigt samma som Supremacy, men spelarna börjar matchen med en större mängd resurser.
- Lightning - påminner om Supremacy, men matchen spelas på dubbel hastighet; vilket gör att spelarens resurssamlande och byggande går dubbelt så snabbt. Alla Units rör sig dock lika fort som i supremacy
- Nomad - spelarna sätter igång matchen med en civil enhet utan en Town Center, och man måste bygga upp en Town Center innan man fortsätter matchen.
- King of the Hill - spelarna måste kämpa för kontrollen över ett monument i mitten av spelkartan under en viss tid.
- Sudden Death - Om en spelares Town Center rivs ner, har spelaren en viss tid på sig att bygga upp den innan denne förlorar matchen.

## Enheter
Varje enhet i spelet tar upp mellan 1 och 5 "Population slots" (befolkningsplatser). Genom att bygga ytterligare hus eller Town Centers, huvudbyggnaden i spelarens stad, ökar spelarens befolkningskapacitet. Spelet har 4 olika enhetstyper:
- Mänskliga soldater: spelets humana krigsfolk som är mycket slagkraftiga i stort antal. De består av infanteri, bågskyttar och kavalleri, med olika fördelar och nackdelar. De är bra på att slåss mot konkurrerade civilisationer, men de är mindre dugliga på att riva ner fiendebyggnader.

- Belägringsvapen: en vapenanordning som är avsedd för att riva ner fiendebyggnader och befästningar.

- Mytologiska varelser: spelets starkaste varelser avsedda för att antingen riva ner fiendebyggnader eller besegra flera fiender samtidigt. De mytologiska varelserna i spelet har dessutom en unik kraft eller förmåga som de automatiskt kan använda mot fiender eller allierade; som att spruta gift mot fiender, stånga eller kasta iväg människosoldater, eller hela skadade enheter.

- Hjältar: en speciell individ som igenkänns av dennes gyllene aura som omger den, och som kännetecknas av dennes styrka och speciella förmåga. Hjältar är mycket effektiva mot mytologiska varelser och är immuna mot deras speciella förmågor. De har också förmågan att samla på reliker, som ger spelaren en ekonomisk eller militär bonus när den deponeras i spelarens tempel.

## Gudar
De valbara gudarna från samtliga civilisationer kan väljas mellan följande epoker (Ages):
- Archaic Age (Egypten och Grekland)
- Classical Age
- Heroic Age
- Mythic Age

Man får minst välja en gud per epok, och man får dessutom en unik mytologisk varelse. I den grekiska civilisationen får man en grekisk hjälte per epok.
| Grekisk mytologi | Egyptisk mytologi | Nordisk mytologi |
| - Gudarna från «Archaic Age» - Zeus (Mytologisk varelse: Pegasus) (Hjältar: Jason, Odysseus, Herakles och Bellerofon) - Poseidon (Mytologisk varelse: Pegasus) (Hjältar: Theseus, Keiron, Atlanta, Argo och Polyfemos) - Hades (Mytologisk varelse: Pegasus) (Hjältar: Ajax, Hippolyte, Akilles och Perseus) - Gudarna från «Classical Age» - Hermes (Mytologisk varelse: Kentaur) - Ares (Mytologisk varelse: Cyklop) - Athena (Mytologisk varelse: Minotaur) - Gudarna från «Heroic Age» - Apollon (Mytologisk varelse: Mantikora) - Dionysos (Mytologisk varelse: Hydra och Scylla) - Afrodite (Mytologisk varelse: Nemeiska lejonet) - Gudarna från «Mythic Age» - Hera (Mytologisk varelse: Medusa och Carcinos) - Hefaistos (Mytologisk varelse: Koloss) - Artemis (Mytologisk varelse: Chimaira) | - Gudarna från «Archaic Age» - Ra (Mytologisk varelse: Präst) - Isis (Mytologisk varelse: Präst) - Set (Mytologisk varelse: Präst) - Gudarna från «Classical Age» - Bastet (Mytologisk varelse: Sfinx) - Ptah (Mytologisk varelse: Wadjet) - Anubis (Mytologisk varelse: Anubite) - Gudarna från «Heroic Age» - Hathor (Mytologisk varelse: Petsuchos och Fågel Rock) - Nephthys (Mytologisk varelse: Leviatan) - Sekhmet (Mytologisk varelse: Skarabé) - Gudarna från «Mythic Age» - Thot (Mytologisk varelse: Krigssköldpadda) - Horus (Mytologisk varelse: Avenger) - Osiris (Mytologisk varelse: Mumie) | - Gudarna från «Archaic Age» - Oden (Mytologisk varelse: Herse) - Tor (Mytologisk varelse: Herse) - Loke (Mytologisk varelse: Herse) - Gudarna från «Classical Age» - Freja (Mytologisk varelse: Valkyria) - Heimdall (Mytologisk varelse: Einhärjar) - Forsete (Mytologisk varelse: Troll) - Gudarna från «Heroic Age» - Brage (Mytologisk varelse: Stridsgalt) - Skade (Mytologisk varelse: Frostjätte) - Njord (Mytologisk varelse: Bergsjätte och Kraken) - Gudarna från «Mythic Age» - Balder (Mytologisk varelse: Eldjätte) - Hel (Mytologisk varelse: Bergsjätte, Frostjätte och Eldjätte) - Tyr (Mytologisk varelse: Fenrisulven och Jormund Elver) |

## Expansion
Den officiella expansionen till Age of Mythology är känd som Age of Mythology: The Titans. I The Titans införs en ny fraktion, atlanteaner och har en ny kampanj på 12 uppdrag som handlar om Arkantos son Castor som försöker att återfå Atlanteanernas förlorade glans med hjälp av de forna titanerna.

### The golden gift
En ytterligare expansion, The Golden Gift (Den gyllene gåvan), släpptes på Microsofts webbplats som nedladdning. Det innehåller en enspelarkampanj som handlar om dvärgbröderna Brokks och Eitris äventyr. Handlingen utspelar sig i norden, där de båda dvärgarna planerar att konstruera en jättelik gyllene galt som en offergåva till guden Frej. De planerar att verkställa detta separat, och Brokk får kontakt av den gamle mannen Skult, som varnar för honom att Eitri förbereder sig för att konstruera galten utan sin bror. Även Eitri får höra samma historia angående Brokk. De båda bröderna förbereder sig för att tävla med varandra för att slutföra galten i den stora dvärgsmedjan, men Skult stjäl den färdigställda galten och håller den i förvar inom Lokes fästning. Bröderna slår sig ihop och anfaller så småningom fästningen och galten hämtas av Frej.